# José María Aurrecoechea
José María Aurrecoechea Irigoyen (Puerto Cabello, Carabobo, Venezuela, 9 de abril de 1842 - Holguín, Cuba, 11 de diciembre de 1870) fue un militar venezolano del siglo XIX. Fue General de Brigada del Ejército Mambí.

## Orígenes y primeros años
José María Aurrecoechea Irigoyen nació en Puerto Cabello, estado de Carabobo, en Venezuela, el 9 de abril de 1842. 
Militar de carrera, graduado en una academia militar, se hizo oficial de artillería, participando en la Guerra Federal de su país, en el bando contrario a José Gregorio Monagas. 
Opuesto al derrocamiento del presidente Pedro Gual, fue encarcelado y, posteriormente, obligado a exiliarse, bajo amenazas de muerte. Se exilió en La Habana, capital de Cuba, por aquel entonces, colonia española. 
En Cuba, trabajó junto a su primo, el también venezolano, Cristóbal Acosta Páez, en los ferrocarriles de la isla caribeña. 
Vinculado al independentista cubano Ignacio Agramonte, los primos Aurrecoechea y Acosta fueron activos conspiradores por la independencia de Cuba desde 1865. 

## Guerra de los Diez Años y muerte
El 10 de octubre de 1868, ocurrió el Grito de Yara, que dio inicio a la Guerra de los Diez Años (1868-1878), la primera guerra por la independencia de Cuba. 
Aurrecoechea se levantó en armas en Soroa, Pinar del Río, junto a su primo, el también venezolano Cristóbal Acosta Páez, pero el alzamiento resultó frustrado. Esto ocurrió en febrero de 1869. 
Tras esto, Acosta y Aurrecoechea se exilian en Nueva York, Estados Unidos. En esa ciudad, se vinculan a los cubanos y extranjeros que preparaban expediciones para ir a Cuba como refuerzo para los independentistas cubanos. 
Desembarcan en Cuba por la Bahía de Nipe, el 11 de mayo de 1869, en la expedición del vapor “Perrit”. Tras un primer combate, logran unirse a las fuerzas cubanas. 
Debido a su previa experiencia militar, Aurrecoechea fue ascendido a General de Brigada (Brigadier), y nombrado segundo jefe de la “División Cuba” comandada, por aquel entonces, por el Mayor general cubano Donato Mármol. 
En el verano de 1870, es designado como nuevo jefe de la “División de Holguín”, tras la designación del anterior jefe, Mayor general Julio Grave de Peralta, como organizador de una expedición desde el extranjero. 
Entre el verano y el invierno de ese mismo año, el Brigadier Aurrecoechea desarrolla una intensa campaña de hostigamiento contra el enemigo, siendo reconocidas sus brillantes dotes militares por generales tan importantes como Máximo Gómez. 
Sin embargo, la ubicación del campamento del Brigadier Aurrecoechea fue delatada al enemigo por algunos traidores, siendo capturado el 9 de diciembre. 
Fue llevado por sus captores a la ciudad de Holguín, donde fue sometido a consejo de guerra y fusilado en las afueras de dicha ciudad, el 11 de diciembre de 1870, con solamente 28 años de edad. 